# ماساأكي نيشيموري
ماساأكي نيشيموري (باليابانية: 西森 正明) (12 مارس 1985 في كوماموتو في اليابان – )؛ هو لاعب كرة قدم ياباني سابق كان يلعب كلاعب وسط.

## وصلات خارجية
- ماساأكي نيشيموري على موقع رابطة كرة القدم اليابانية للمحترفين (اليابانية)
- ماساأكي نيشيموري على موقع قاعدة بيانات كرة القدم.إي يو (الإنجليزية)
- ماساأكي نيشيموري على موقع Soccerway.com (الإنجليزية)